# Porc de Breïtovo
Le porc de Breïtovo (Брейтовская свинья, Breïtovskaïa svinia) est une race de porc originaire de Russie.

## Origine
Une race de porc est sélectionnée dans la première moitié du XXe siècle dans la région de Breïtovo, de Nekoouz et de Rybinsk de l'oblast de Iaroslavl. Cela commence dès 1905 de manière non systématique et de manière systématique après 1934. Elle est issue de porcs locaux, croisés avec des porcs large white et middle white de Grande-Bretagne, landrace danois, des races de Lettonie, de Lituanie et de Biélorussie. Elle est officiellement reconnue en 1948. Elle se répand rapidement dans les années 1960 dans plus de trente oblasts de RSFSR et compte 47 600 têtes en 1969. Au tournant du XXe siècle et du XXIe siècle, la race est améliorée avec le landrace pour la masse de viande.

## Description
C'est une race à viande de forte constitution et de taille moyenne. Sa couleur est blanche, rarement pie noir. Sa tête est large, renflée, avec de grandes oreilles retombant sur les yeux. Sa poitrine est large et profonde et son dos large. Sa peau est rude et ridée avec des crins denses. Le verrat pèse 297 kg en moyenne (parfois jusqu'à 320 kg), la truie 236 kg. Celle-ci a des portées de 10 à 11 porcelets. Le porc de Breïtovo met 208 jours à peser 100 kg.
C'est une race qui s'adapte bien à un climat difficile.